# Amie Wilkinson
Amie Wilkinson (4 de abril de 1968) es una matemática estadounidense que trabaja en teoría ergódica y sistemas dinámicos suaves. Es profesora en la Universidad de Chicago.

## Biografía
Se licenció en matemática por la Universidad de Harvard en 1989 y obtuvo el doctorado por la Universidad de Berkeley (California) en 1995, bajo la dirección de Charles C. Pugh. Es actualmente profesora de matemáticas en la Universidad de Chicago.

## Trabajo
El trabajo de Wilkinson se centra en las  propiedades geométricas y estadísticas de los difeomorfismos y flujos con un énfasis particular en la ergodicidad estable y la hiperbolicidad. En una serie de artículos con Christian Bonatti y Sylvain Crovisier, Wilkinson estudió los centralizadores de los difeomorfismos resolviendo, mediante la topología C1,  el duodécimo problema de Smale .

## Premios
Wilkinson recibió en 2011 el Premio Satter en Matemáticas, en parte por su trabajo con Keith Burns sobre la ergodicidad estable de los sistemas parcialmente hiperbólicos.
Como ponente invitada disertó sobre «Sistemas Dinámicos y Ecuaciones Diferenciales Normales» en el Congreso Internacional de Matemáticos celebrado en 2010 en Hyderabad, India.
En 2013 fue nombrada fellow de la Sociedad Matemática de EE. UU. por «las contribuciones a sistemas dinámicos».